# 요코타니 마사키
요코타니 마사키(일본어: 横谷 政樹, 1952년 5월 10일 ~ )는 일본의 전 축구 선수이다.

## 국가대표팀 경력
그는 1974년 7월 23일 루마니아과의 경기에서 일본 국가대표팀에 데뷔했다. 그는 1977년까지 국제 A매치 통산 20경기에 출전했다.

## 통계
| 일본 | 일본 | 일본 |
| 연도 | 출전 | 득점 |
| ---- | ---- | ---- |
| 1974 | 1    | 0    |
| 1975 | 10   | 0    |
| 1976 | 6    | 0    |
| 1977 | 3    | 0    |
| 통산 | 20   | 0    |